# The Time Weekly

The Time Weekly （chinois : 时代周报 ； pinyin : shi dai zhou bao） est l'un des prestigieux journaux d'information hebdomadaires chinois. Il appartient au Guangdong Publish Group (chinois: 广东省出版集团).
The Time Weekly fut fondé le 18 novembre 2008 à Guangzhou par le Times Media Ltd, à Guangdong. Il est le partenaire du New York Times en Chine. 
The Time Weekly est publié chaque Jeudi et il comporte 5 thêmes: la politique, le commentaire, l'économie, la culture et le monde.